# Coppa Italia 2010-2011 (pallamano maschile)
La Coppa Italia di pallamano 2010-2011 è stata la 26ª edizione del torneo annuale organizzato dalla Federazione Italiana Gioco Handball.
Alla competizione partecipano le nove squadre della Serie A Élite più le ventidue squadre partecipanti alla Serie A1.
Il torneo è stato vinto dal Conversano che in finale ha battuto il Noci con il punteggio di 31-30.

## Formula
Alla manifestazione hanno partecipato le 9 formazioni di Serie A Élite e le 22 di Serie A1 Maschile.
Il torneo si è svolto con la seguente formula:
- Prima fase: alla prima fase hanno partecipatp i 22 club di serie A1 i quali sono state suddivisi in sette raggruppamenti, svolti con la formula del girone all'italiana di sola andata, composti da tre/quattro squadre ciascuno; i vincitori di tali raggruppamenti si sono qualificati agli ottavi di finale.
- Ottavi di finale: agli ottavi di finale parteciparono le squadre vincenti la prima fase più le 9 di serie A Élite e si svolsero con la formula dell'eliminazione diretta con partite turni di andata e ritorno.
- Quarti di finale: ai quarti di finale parteciparono le squadre vincenti il turno precedente e si svolsero sempre con la formula dell'eliminazione diretta con partite turni di andata e ritorno.
- Final four: le squadre vincenti dei quarti di finale parteciparono alle Final Four un'unica sede per l'assegnazione della Coppa Italia 2010/2011.

## Squadre partecipanti

### Serie A d'Elite
| - Bologna United - Conversano - Mezzocorona | - Noci - Secchia | - Junior Fasano - Bozen | - Brixen - Teramo |

### Serie A1
| - Estense Ferrara - Cassano Magnago - Mestrino - Pressano - Sassari - Parma | - Rapid Nonantola - Trieste - Romagna - Casalgrande - Meran | - Albatro Siracusa - Ancona - Fondi - Il Giovinetto Marsala - Alcamo - Altamura | - Ambra - Chieti - Grosseto - Haenna - Gaeta |

## Prima fase

### Girone A
| Squadra 1 | Squadra 2 | Risultato              |
| --------- | --------- | ---------------------- |
| Grosseto  | Ambra     | Grosseto, 10 set. 2010 |
| Grosseto  | Ambra     | 25 - 38                |
| Ambra     | Sassari   | Grosseto, 11 set. 2010 |
| Ambra     | Sassari   | 29 - 23                |
| Sassari   | Grosseto  | Grosseto, 12 set. 2010 |
| Sassari   | Grosseto  | 35 - 28                |

|   | Girone A | Punti | G | V | N | P | GF | GS | DR  |
| - | -------- | ----- | - | - | - | - | -- | -- | --- |
| 1 | Ambra    | 6     | 2 | 2 | 0 | 0 | 67 | 48 | +19 |
| 2 | Sassari  | 3     | 2 | 1 | 0 | 1 | 58 | 57 | +1  |
| 3 | Grosseto | 0     | 2 | 0 | 0 | 2 | 53 | 73 | -20 |

### Girone B
| Squadra 1 | Squadra 2 | Risultato            |
| --------- | --------- | -------------------- |
| Chieti    | Ancona    | Chieti, 10 set. 2010 |
| Chieti    | Ancona    | 19 - 28              |
| Ancona    | Romagna   | Chieti, 11 set. 2010 |
| Ancona    | Romagna   | 21 - 32              |
| Romagna   | Chieti    | Chieti, 12 set. 2010 |
| Romagna   | Chieti    | 33 - 20              |

|   | Girone B | Punti | G | V | N | P | GF | GS | DR  |
| - | -------- | ----- | - | - | - | - | -- | -- | --- |
| 1 | Romagna  | 6     | 2 | 2 | 0 | 0 | 65 | 41 | +24 |
| 2 | Ancona   | 3     | 2 | 1 | 0 | 1 | 49 | 51 | -2  |
| 3 | Chieti   | 0     | 2 | 0 | 0 | 2 | 39 | 61 | -22 |

### Girone C
| Squadra 1             | Squadra 2             | Risultato          |
| --------------------- | --------------------- | ------------------ |
| Albatro Siracusa      | Il Giovinetto Marsala | Enna, 10 set. 2010 |
| Albatro Siracusa      | Il Giovinetto Marsala | 38 - 39            |
| Alcamo                | Haenna                | Enna, 10 set. 2010 |
| Alcamo                | Haenna                | 10 - 47            |
| Il Giovinetto Marsala | Alcamo                | Enna, 11 set. 2010 |
| Il Giovinetto Marsala | Alcamo                | 41 - 23            |
| Haenna                | Albatro Siracusa      | Enna, 11 set. 2010 |
| Haenna                | Albatro Siracusa      | 29 - 33            |
| Il Giovinetto Marsala | Haenna                | Enna, 12 set. 2010 |
| Il Giovinetto Marsala | Haenna                | 32 - 30 (dcr)      |
| Albatro Siracusa      | Alcamo                | Enna, 12 set. 2010 |
| Albatro Siracusa      | Alcamo                | 51 - 14            |

|   | Girone C              | Punti | G | V | N | P | GF  | GS  | DR  |
| - | --------------------- | ----- | - | - | - | - | --- | --- | --- |
| 1 | Il Giovinetto Marsala | 9     | 3 | 3 | 0 | 0 | 112 | 91  | +21 |
| 2 | Albatro Siracusa      | 6     | 3 | 2 | 0 | 1 | 122 | 82  | +40 |
| 3 | Haenna                | 3     | 3 | 1 | 0 | 2 | 106 | 75  | +31 |
| 3 | Alcamo                | 0     | 3 | 0 | 0 | 3 | 47  | 139 | -92 |

### Girone D
| Squadra 1       | Squadra 2       | Risultato                     |
| --------------- | --------------- | ----------------------------- |
| Cassano Magnago | Pressano        | Cassano Magnago, 10 set. 2010 |
| Cassano Magnago | Pressano        | 34 - 32                       |
| Pressano        | Meran           | Cassano Magnago, 11 set. 2010 |
| Pressano        | Meran           | 28 - 30                       |
| Meran           | Cassano Magnago | Cassano Magnago, 12 set. 2010 |
| Meran           | Cassano Magnago | 29 - 28                       |

|   | Girone D        | Punti | G | V | N | P | GF | GS | DR |
| - | --------------- | ----- | - | - | - | - | -- | -- | -- |
| 1 | Meran           | 6     | 2 | 2 | 0 | 0 | 59 | 56 | +3 |
| 2 | Cassano Magnago | 3     | 2 | 1 | 0 | 1 | 62 | 61 | +1 |
| 3 | Pressano        | 0     | 2 | 0 | 0 | 2 | 60 | 64 | -4 |

### Girone E
| Squadra 1 | Squadra 2 | Risultato              |
| --------- | --------- | ---------------------- |
| Altamura  | Gaeta     | Altamura, 10 set. 2010 |
| Altamura  | Gaeta     | 24 - 29                |
| Gaeta     | Fondi     | Altamura, 11 set. 2010 |
| Gaeta     | Fondi     | 27 - 28                |
| Fondi     | Altamura  | Altamura, 12 set. 2010 |
| Fondi     | Altamura  | 25 - 29                |

|   | Girone E | Punti | G | V | N | P | GF | GS | DR |
| - | -------- | ----- | - | - | - | - | -- | -- | -- |
| 1 | Gaeta    | 3     | 2 | 1 | 0 | 1 | 56 | 52 | +4 |
| 2 | Altamura | 3     | 2 | 1 | 0 | 1 | 53 | 54 | -1 |
| 3 | Fondi    | 3     | 2 | 1 | 0 | 1 | 53 | 56 | -3 |

### Girone F
| Squadra 1       | Squadra 2       | Risultato           |
| --------------- | --------------- | ------------------- |
| Parma           | Casalgrande     | Parma, 10 set. 2010 |
| Parma           | Casalgrande     | 24 - 33             |
| Casalgrande     | Rapid Nonantola | Parma, 11 set. 2010 |
| Casalgrande     | Rapid Nonantola | 23 - 21             |
| Rapid Nonantola | Parma           | Parma, 12 set. 2010 |
| Rapid Nonantola | Parma           | 29 - 28             |

|   | Girone F        | Punti | G | V | N | P | GF | GS | DR  |
| - | --------------- | ----- | - | - | - | - | -- | -- | --- |
| 1 | Casalgrande     | 6     | 2 | 2 | 0 | 0 | 56 | 45 | +11 |
| 2 | Rapid Nonantola | 3     | 2 | 1 | 0 | 1 | 50 | 51 | -1  |
| 3 | Parma           | 0     | 2 | 0 | 0 | 2 | 52 | 62 | -10 |

### Girone G
| Squadra 1       | Squadra 2       | Risultato             |
| --------------- | --------------- | --------------------- |
| Estense Ferrara | Trieste         | Ferrara, 10 set. 2010 |
| Estense Ferrara | Trieste         | 22 - 29               |
| Trieste         | Mestrino        | Ferrara, 11 set. 2010 |
| Trieste         | Mestrino        | 26 - 24               |
| Mestrino        | Estense Ferrara | Ferrara, 12 set. 2010 |
| Mestrino        | Estense Ferrara | 17 - 21               |

|   | Girone G        | Punti | G | V | N | P | GF | GS | DR |
| - | --------------- | ----- | - | - | - | - | -- | -- | -- |
| 1 | Trieste         | 6     | 2 | 2 | 0 | 0 | 55 | 46 | +9 |
| 2 | Estense Ferrara | 3     | 2 | 1 | 0 | 1 | 43 | 46 | -3 |
| 3 | Mestrino        | 0     | 2 | 0 | 0 | 2 | 41 | 47 | -6 |

## Ottavi di finale
| Squadra 1             | Squadra 2      | Andata                         | Ritorno                        | Totale  |
| --------------------- | -------------- | ------------------------------ | ------------------------------ | ------- |
| Ambra                 | Bozen          | Poggio a Caiano, 18 set. 2010  | Bolzano, 25 set. 2010          | 43 - 50 |
| Ambra                 | Bozen          | 23 - 23                        | 20 - 27                        | 43 - 50 |
| Romagna               | Secchia        | Imola, 18 set. 2010            | Rubiera, 25 set. 2010          | 56 - 50 |
| Romagna               | Secchia        | 29 - 25                        | 27 - 25                        | 56 - 50 |
| Il Giovinetto Marsala | Bologna United | Mazara del Vallo, 18 set. 2010 | Mazara del Vallo, 19 set. 2010 | 50 - 67 |
| Il Giovinetto Marsala | Bologna United | 27 - 32                        | 23 - 35                        | 50 - 67 |
| Gaeta                 | Noci           | Gaeta, 18 set. 2010            | Noci, 25 set. 2010             | 49 - 67 |
| Gaeta                 | Noci           | 27 - 41                        | 22 - 26                        | 49 - 67 |
| Casalgrande           | Junior Fasano  | Casalgrande, 18 set. 2010      | Fasano, 25 set. 2010           | 48 - 73 |
| Casalgrande           | Junior Fasano  | 21 - 39                        | 27 - 34                        | 48 - 73 |
| Trieste               | Mezzocorona    | Trieste, 18 set. 2010          | Mezzocorona, 25 set. 2010      | 51 - 57 |
| Trieste               | Mezzocorona    | 25 - 24                        | 26 - 33                        | 51 - 57 |
| Brixen                | Teramo         | Bressanone, 18 set. 2010       | Teramo, 25 set. 2010           | 46 - 58 |
| Brixen                | Teramo         | 16 - 25                        | 30 - 33                        | 46 - 58 |
| Meran                 | Conversano     | Merano, 25 set. 2010           | Merano, 26 set. 2010           | 58 - 65 |
| Meran                 | Conversano     | 30 - 37                        | 28 - 28                        | 58 - 65 |

## Quarti di finale
| Squadra 1      | Squadra 2     | Andata                   | Ritorno                  | Totale  |
| -------------- | ------------- | ------------------------ | ------------------------ | ------- |
| Bozen          | Romagna       | Bolzano, 8 gen. 2011     | Imola, 15 gen. 2011      | 63 - 52 |
| Bozen          | Romagna       | 34 - 22                  | 29 - 30                  | 63 - 52 |
| Bologna United | Conversano    | Bologna, 8 gen. 2011     | Conversano, 15 gen. 2011 | 56 - 64 |
| Bologna United | Conversano    | 24 - 32                  | 32 - 32                  | 56 - 64 |
| Noci           | Junior Fasano | Noci, 8 gen. 2011        | Fasano, 15 gen. 2011     | 46 - 43 |
| Noci           | Junior Fasano | 23 - 21                  | 23 - 22                  | 46 - 43 |
| Mezzocorona    | Teramo        | Mezzocorona, 8 gen. 2011 | Teramo, 15 gen. 2011     | 61 - 57 |
| Mezzocorona    | Teramo        | 32 - 29                  | 29 - 28                  | 61 - 57 |

## Final four
La FIGH ha assegnato alla SSV Bozen l'organizzazione delle final four che si sono disputate dal 2 al 3 aprile 2011 presso il palasport di Bressanone.

### Semifinali
| Arbitri: | Chiarello Pagaria |

|           |           |         |
| Querín 10 | Marcatori | Gaeta 5 |

| Arbitri: | Vairo Balzano |

|             |           |              |
| Beharević 8 | Marcatori | Cappuccini 8 |

### Finale
| Arbitri: | Giu. Iaconello Gio. Iaconello |

|                                                                             |           |                                                                         |
| Marrochi 8 Tarafino 6 Maione 5 Maretić 5 Filipuzzi 3 Gaeta 3 D'Alessandro 1 | Marcatori | Da Silva 8 Carrara 6 Millet 5 Beharević 4 Fantasia 3 Recchia 3 Pulito 1 |